# Кондуровка (станция)
Кандуровка — железнодорожная станция в Саракташском районе Оренбургской области в составе  Жёлтинского сельсовета.

## География
Находится на расстоянии примерно 34 километров по прямой на юго-восток от районного центра поселка Саракташ.

## Население
Население составляло 31 человек в 2002 году (русские 81%), 26 по переписи 2010 года.